# Lista celor mai mari crize de refugiați
Lista de mai jos include date privind crizele refugiaților cu cel puțin 1 milion de refugiați, fără a include persoanele strămutate în interiorul țării (PDI). Pentru evenimentele pentru care estimările variază, se calculează media geometrică a celei mai mici și a celei mai mari estimări pentru a clasifica evenimentele. Rândurile evidențiate cu albastru indică evenimentele în desfășurare.
| Eveniment                            | Estimare refugiați                                         | Origine                      | De la | Până la | Durată        | Ref.                                |
| ------------------------------------ | ---------------------------------------------------------- | ---------------------------- | ----- | ------- | ------------- | ----------------------------------- |
| Al Doilea Război Mondial             | 60.0 milioane                                              | Europa                       | 1939  | 1945    | 6 ani         | [ 1 ] [ 2 ] [ 3 ] [ 4 ] [ 5 ] [ 6 ] |
| Împărțirea Indiei                    | 20.0 milioane                                              | Subcontinentul Indian        | 1947  | 1948    | 1 an          | [ 7 ] [ 8 ]                         |
| Primul Război Mondial                | 15.0 milioane                                              | Europa                       | 1914  | 1918    | 4 ani         | [ 9 ] [ 10 ] [ 11 ]                 |
| Războiul din Ucraina                 | 9.2 milioane                                               | Europa                       | 2022  | Prezent | 3 ani, 4 luni | [ 13 ] [ 14 ] [ 15 ] [ 16 ]         |
| Războiul de Eliberare din Bangladesh | 9.0 milioane                                               | Subcontinentul Indian        | 1971  | 1971    | 8 luni        | [ 17 ]                              |
| Criza din Venezuela                  | 8.9 milioane                                               | Venezuela                    | 2014  | Prezent | 11 ani        | [ 18 ]                              |
| Războiul Civil Sirian                | 6.7 milioane                                               | Siria                        | 2011  | 2024    | 14 ani        | [ 19 ]                              |
| Războiul Sovieto-Afgan               | 6.2 milioane                                               | Afganistan                   | 1978  | 1989    | 11 ani        | [ 20 ]                              |
| Războiul Civil din Yemen             | 4.5 milioane                                               | Yemen                        | 2015  | Prezent | 10 ani        | [ 21 ]                              |
| Războiul Civil Sudanez               | 3.5 milioane                                               | Sudan                        | 2023  | Prezent | 2 ani, 2 luni | [ 22 ]                              |
| Războiul din Vietnam                 | 3.0 milioane                                               | Asia de Sud-Est continentală | 1975  | 2000    | 25 de ani     | [ 23 ]                              |
| Războiul din Afganistan              | 2.6–2.7 milioane                                           | Afganistan                   | 2001  | 2021    | 20 de ani     | [ 24 ] [ 25 ]                       |
| Războaiele Iugoslave                 | 2.4 milioane                                               | Iugoslavia                   | 1991  | 2001    | 10 ani        | [ 26 ]                              |
| Războiul din Coreea                  | 1.0–5.0 milioane                                           | Peninsula Coreea             | 1950  | 1953    | 3 ani         | [ 27 ] [ 28 ]                       |
| Războiul din Irak                    | 2.2 milioane                                               | Irak                         | 2003  | 2011    | 8 ani         | [ 29 ]                              |
| Genocidul din Rwanda                 | 2.1 milioane                                               | Rwanda                       | 1994  | 1996    | 2 ani         | [ 30 ]                              |
| Revoltele din Irak din 1991          | 1.8 milioane                                               | Irak                         | 1991  | 1991    | 8 luni        | [ 23 ]                              |
| Războaiele din Caucaz                | 1.5–2 milioane                                             | Caucaz                       | 1988  | 1996    | 8 ani         | [ 31 ] [ 32 ]                       |
| Războiul Civil Mozambican            | 1.7 milioane                                               | Mozambic                     | 1977  | 1992    | 15 ani        | [ 23 ]                              |
| Conflictul Arabo-Israelian           | 1.6 milioane (700,000 Palestinians est. 900,000 Jews est.) | Palestina                    | 1947  | Prezent | 77 de ani     | [ 33 ]                              |
| Războiul Civil din Sudanul de Sud    | 1.5 milioane                                               | Sudanul de Sud               | 2011  | 2020    | 9 ani         | [ 34 ]                              |
| Genocidul Rohingya                   | 1.3 milioane                                               | Myanmar                      | 2016  | Prezent | 9 ani         | [ 35 ]                              |
| Războiul din Algeria                 | 1.0 milioane                                               | Algeria                      | 1954  | 1962    | 8 ani         | [ 23 ]                              |
| Marea Foamete (Irlanda)              | 1.0 milioane                                               | Irlanda                      | 1845  | 1849    | 4 ani         | [ 36 ]                              |
| Primul Război Civil Libian           | 1.0 milioane                                               | Libia                        | 2011  | 2011    | 8 luni        | [ 37 ]                              |
| Războiul Civil Somalez               | 1.0 milion                                                 | Somalia                      | 1991  | Prezent | 34 de ani     | [ 38 ]                              |